# ادلشروت
ادلشروت (به آلمانی: Edelschrott) یک منطقهٔ مسکونی در اتریش است که در ویتسبرگ واقع شده‌است. ادلشروت ۶۶٫۱۴ کیلومتر مربع مساحت دارد ۷۹۳ متر بالاتر از سطح دریا واقع شده‌است.